# عواصم أرمينيا القديمة
عواصم أرمينيا القديمة، إثنا عشر مدينة، التي كانت مراكز إدارية واقتصادية وثقافية ودينية في أوقات مختلفة.
هي وان وأرمافير ويرفانداشات وأرتاشات وتيغراناكيرت وفاغارشاباد ودفين وباغاران وشيراكافان وقارص وأني ويريفان.
كانت لدى ممالك أرمنية (أرمينيا الصغرى، تسوبك، واسبوراكان (908-1021)، لوري (978-1113)، سيونيك (987-1170)، كيليكيا (1198-1375) وألخ) وبعد الإمارات عوصمها الخاصة.
|    | مدينة       | تأسيس       | الوقت                       | الدولة                                                                                              |
| -- | ----------- | ----------- | --------------------------- | --------------------------------------------------------------------------------------------------- |
| 1  | وان         | ق. م. 825   | ق. م. 825-331               | أورارتو (ق. م. 9- ق. م. 6 قرون) مملكة يرفاندوني (ق. م. 570-201)                                     |
| 2  | أرمافير     | ق. م. 1032  | ق. م. 331-220               | |
| 3  | يرفانداشات  | ق. م. 220   | ق. م. 220-160               | مملكة يرفاندوني مملكة أرتاشيسيان (ق. م. 189-1)                                                      |
| 4  | أرتاشات     | ق. م. 187   | ق. م. 160-77, ق. م. 69- 120 | مملكة أرتاشيسيان مملكة أرشاكوني (52/66-428)                                                         |
| 5  | تيغراناكيرت | ق. م. 87    | ق. م. 77-69                 | مملكة أرتاشيسيان                                                                                    |
| 6  | فاغارشاباد  | ق. م. 2 قرن | 120-336                     | مملكة أرشاكوني                                                                                      |
| 7  | دفين        | 336         | 336-885                     | مملكة أرشاكوني مرزبانة أرمينيا (428-642) إمارة أرمينيا (701-885)                                    |
| 8  | باغاران     | ق. م. 3 قرن | 885-890                     | مملكة بغراتوني (885-1045)                                                                           |
| 9  | شيراكافان   |             | 890-928                     | مملكة بغراتوني                                                                                      |
| 10 | قارص        |             | 928-961                     | مملكة بغراتوني                                                                                      |
| 11 | أني         | 5 قرن       | 961-1045                    | مملكة بغراتوني                                                                                      |
| 12 | يريفان      | ق. م. 782   | 1918                        | جمهورية أرمينيا الأولى (1918-1920) جمهورية أرمينيا السوفيتية الاشتراكية (1920-1991) جمهورية أرمينيا |